# هیچ‌چیز به‌جز دردسر (فیلم ۱۹۹۱)
هیچ‌چیز به‌جز دردسر (به انگلیسی: Nothing but Trouble) فیلمی محصول سال ۱۹۹۱ و به کارگردانی دن اکروید است. در این فیلم بازیگرانی همچون چوی چیس، جان کندی، دمی مور، دن اکروید، تیلور نگرون، ریموند جی. بری، برایان دویل-موری و دانیل بالدوین ایفای نقش کرده‌اند.